# さんすうみつけた
『さんすうみつけた』は、NHK教育テレビジョンで1995年4月12日から2000年3月15日まで放送されていた小学校1年生向けの学校放送（教科：算数）である。

## 概要
メルヘン世界の「さんすうの森」が舞台に、おねえさんのナナが算数に因んだ歌を披露していた。
ハイビジョン試験放送でも放送された。

## 放送時間
| 期間                          | 放送時間             |
| ----------------------------- | -------------------- |
| 1995年4月12日 - 2000年3月15日 | 水曜日 10:00 - 10:15 |

別の時間帯での再放送あり。

## キャスト
ナナ
演 - 平井奈津子
「さんすうの星」からやってきたおねえさんである。
ミイ
声 - 渡辺菜生子
ゲン
声 - 西村朋紘

## 放送リスト

### 1995年度
| 回 | タイトル             | 初回放送日     |
| -- | -------------------- | -------------- |
| 1  | なかまをつくろう     | 1995年04月12日 |
| 2  | どっちがおおい       | 1995年04月26日 |
| 3  | いくつあるの         | 1995年05月17日 |
| 4  | いくつといくつ       | 1995年05月31日 |
| 5  | ふえるといくつ       | 1995年06月14日 |
| 6  | ちがいはいくつ       | 1995年06月28日 |
| 7  | おはなしをつくろう   | 1995年07月12日 |
| 8  | ながいのどっち？     | 1995年08月30日 |
| 9  | たくさんあるのは？   | 1995年09月20日 |
| 10 | しきをつかって       | 1995年10月04日 |
| 11 | たしたらいくつ       | 1995年10月18日 |
| 12 | かたちであそぼう     | 1995年11月01日 |
| 13 | ひいたらいくつ       | 1995年11月15日 |
| 14 | かたちをつくろう     | 1995年11月29日 |
| 15 | かずであそぼう       | 1995年12月13日 |
| 16 | 大きなかず           | 1996年01月10日 |
| 17 | なんじなんぷん       | 1996年01月24日 |
| 18 | いろいろなかぞえかた | 1996年02月07日 |
| 19 | きまりはっけん       | 1996年02月21日 |
| 20 | さんすうゲーム       | 1996年03月06日 |

### 1997年度
| 回 | タイトル           | 初回放送日     |
| -- | ------------------ | -------------- |
| 1  | なかまをつくって   | 1997年04月09日 |
| 2  | こんなかずみつけた | 1997年06月25日 |
| 3  | ながさはどれくらい | 1997年08月27日 |
| 4  | どんなかず         | 1998年01月21日 |

### 1998年度
| 回 | タイトル           | 初回放送日     |
| -- | ------------------ | -------------- |
| 1  | こんなかずみつけた | 1998年06月24日 |

## スタッフ
- 構成 - 柴田道弘[7]
- 音楽 - 石黒孝子[7]